# Rhododendron sanguineum
Rhododendron sanguineum är en ljungväxtart som beskrevs av Adrien René Franchet. Rhododendron sanguineum ingår i släktet rododendron, och familjen ljungväxter.

## Underarter
Arten delas in i följande underarter:
- R. s. cloiophorum
- R. s. didymoides
- R. s. didymum
- R. s. haemaleum
- R. s. himertum